# 科克维尔
科克维尔（法語：Cosqueville，法語發音：[kokvil]）是法国芒什省的一个旧市镇，属于瑟堡区。2016年，科克维尔与邻近的3个市镇合并为新市镇滨海维克，科克维尔为新市镇行政中心。

## 地理
科克维尔（49°41'39"N, 1°24'32"W）面积10.9 平方千米，位于法国诺曼底大区芒什省，该省份为法国西北部沿海省份，西、北、东北三面环大西洋，东起顺时针与卡爾瓦多斯省、奧恩省、马耶讷省和伊勒-维莱讷省接壤。
与科克维尔接壤的市镇（或旧市镇、城区）包括：泰维尔。

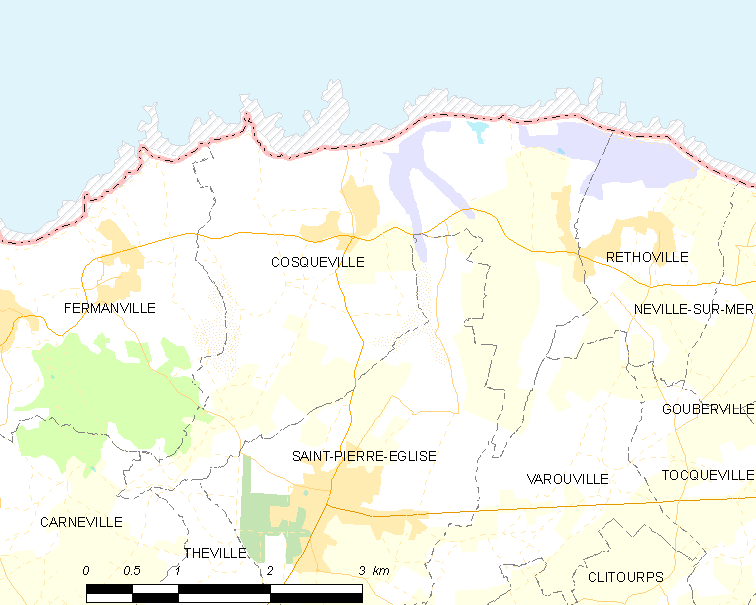
科克维尔的OSM定位图

科克维尔的时区为UTC+01:00、UTC+02:00（夏令时）。

## 行政
科克维尔的邮政编码为50330，INSEE市镇编码为50142。

## 政治
科克维尔所属的省级选区为赛尔河谷县。

## 人口

1962-2008年间科克维尔人口变化图示

科克维尔于2018年1月1日时的人口数量为591人。